# Dynekilens GK
Dynekilens GK är en golfklubb i Dyne i Bohuslän.
Dyne golfbana öppnades våren 2002. Dyne ligger mellan Strömstad och gränsen till Norge. På grund av detta har Dyne många norska medlemmar och greenfeegäster. Dyne är också känd för sin stora golftävling, Slaget Vid Dynekilen, som är en golflandskamp mellan Sverige och Norge.
Banans karaktär är en mycket smal skogsbana.